# Dmanisi
Dmanisi – miasto w Gruzji, w regionie Dolna Kartlia. W 2017 roku liczyło 2661 mieszkańców. 
W mieście rozwinął się przemysł spożywczy oraz odzieżowy.
Na terenie Dmanisi wykopaliska ujawniły osadę i wiele przedmiotów datowanych na okres od epoki brązu po późne średniowiecze. Pod ruinami średniowiecznego miasteczka odkryto stanowisko, gdzie znaleziono najstarsze poza Afryką szczątki hominidów i kości zwierząt. Hominidy wykazują podobieństwo do linii ewolucyjnej Homo erectus. Według innej publikacji do linii Homo ergaster z cechami afrykańskimi linii z Kenii.  Datowanie jest uważane za pewne, ponieważ kości spoczywają bezpośrednio na warstwie datowanego paleomagnetycznie potoku bazaltu. Kości są dobrze zachowane, a szczątkom towarzyszą prymitywne narzędzia kamienne o cechach technologii obróbki z wczesnego paleolitu . 